# Anna Smitshuizen
Anna Smitshuizen, född i februari 1751 i Alkmaar, död 26 juni 1775 i Amsterdam, var en nederländsk prostituerad. Hon blev centralfigur i ett berömt mordfall 1775.
Smitshuizen arbetade sedan 1770 som prostituerad på en bordell på gatan Oudezijds Achterburgwal i De Wallen, Amsterdams största prostitutionsstråk. Den 25 maj 1775 förlovade hon sig med Johannes van Goch, som tidigare varit skeppskirurg men nyligen fått anställning som läkare på bordellen. Smitshuizen bröt dock förlovningen redan en vecka senare, den 2 juni. Detta hade van Goch svårt att förlika sig med, och han mördade sin tidigare trolovade den 26 samma månad. van Goch avrättades 1778, efter en lång rättegång.
Fallet blev en omtalad och uppmärksammad skandal. Smitshuizen och mordet på henne blev föremål för omfattande analyser, som moralexempel i den samtida litteraturen.